# هاري هانسون
هاري هانسون (بالإنجليزية: Harry Hanson)‏ هو لاعب كرة قاعدة أمريكي، ولد في 17 يناير 1896 في إلجين في الولايات المتحدة، وتوفي في 5 أكتوبر 1966 في سافانا في الولايات المتحدة.